# Địa chất Ceres

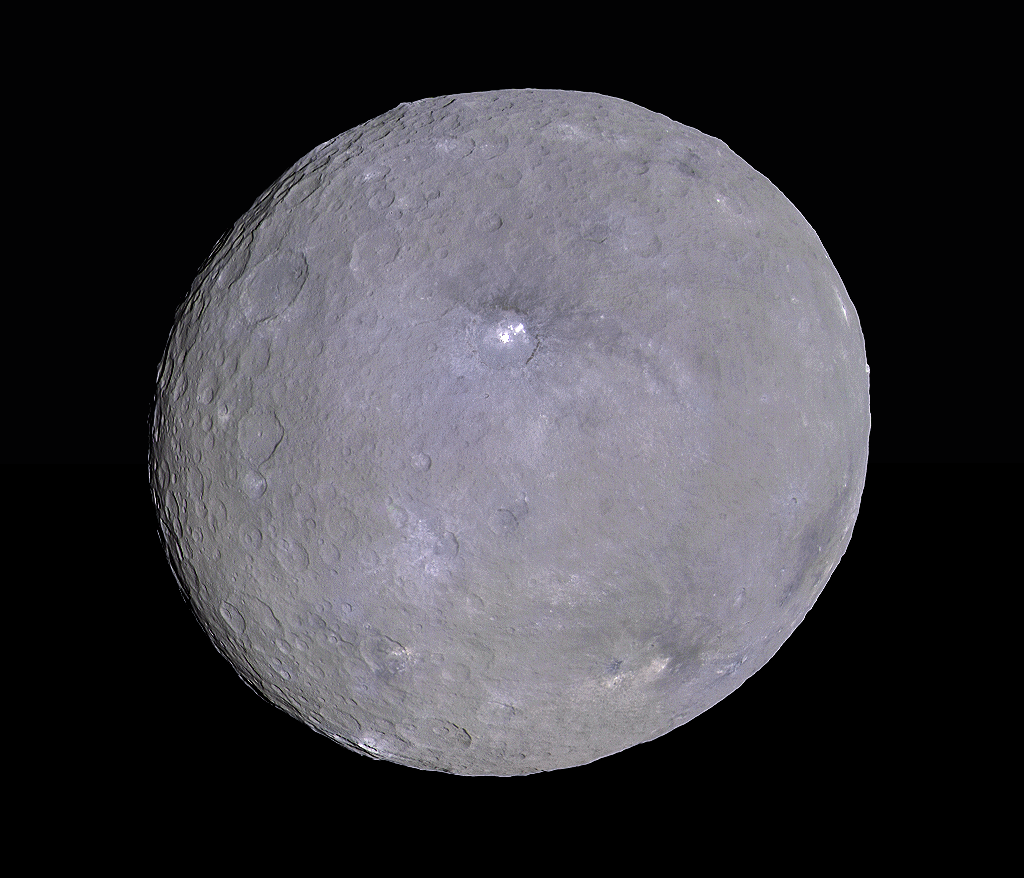
phi thuyền Bình minh view of Occator Crater on Ceres in approximate true color, this image was taken on 4 May 2015.

Địa chất Ceres bao gồm các đặc điểm bề mặt, lớp vỏ và bên trong của hành tinh lùn Ceres. Bề mặt Ceres thì có thể so sánh được với bề mặt của vệ tinh tự nhiên của Saturn Rhea và Tethys, và vệ tinh của Uranus Umbriel và Oberon.
Phổ của Ceres thì tương tự với một tiểu hành tinh kiểu C. Tuy nhiên, vì nó cũng có các đặc trưng phổ của khoáng cacbonat và đất sét, thứ thường thiếu vắng trong phổ của các tiểu hành tinh kiểu C khác, Ceres đôi lúc được phân loại là tiểu hành tinh kiểu G.
Bề mặt Ceres có suất phản chiếu là 0.09, tức là khá tối so với các vệ tinh tự nhiên ở phía ngoài Hệ Mặt Trời. Điều này có thể là kết quả của nhiệt độ tương đối cao của bề mặt Ceres, nhiệt độ tối đa với Mặt Trời ở trên đầu ước tính từ các phép đo là 235 K (−38 °C; −37 °F) vào ngày 5 tháng 5 năm 1991.;Trong chân không, ở nhiệt độ này thì băng ổn định. Các vật chất bị bỏ lại bởi hiện tượng thăng hoa của bề mặt băng có thể giải thích được bề mặt tối của Ceres khi so với các vệ tinh băng của phía ngoài Hệ Mặt Trời.

## Internal structure

Biểu đồ cho thấy cấu trúc bên trong dự đoán của Ceres

Hình dáng cầu dẹt của Ceres thì nhất quán với một thiên thể có chia lớp, với một cái lõi đá được bao bọc bởi một lớp phủ bằng băng.